# Август в изкуството
Биенале на визуалните изкуства „Август в изкуството“ е фестивал, провеждан в гр. Варна в сътрудничество с Общината, както и няколко частни музеи и галерии.
Създаден е през 2000 г. по инициатива на изкуствоведа Румен Серафимов. Провежда се през втората половина на август в залите на Археологическия музей, Градската художествена галерия „Борис Георгиев“, Къща музей „Георги Велчев“ и други частни галерии в града.
Според организаторите целите на феста са представяне на съвременната художествена ситуация от началото на XXI век.